# Choroba Erdheima-Chestera

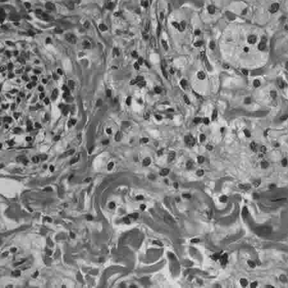
Obraz mikroskopowy w chorobie Erdheima-Chestera

Choroba Erdheima-Chestera (ang. Erdheim-Chester disease, Erdheim-Chester syndrome, polyostotic sclerosing histiocytosis) – rzadka postać histiocytozy nie wywodzącej się z komórek Langerhansa. Początek choroby przypada zazwyczaj na wiek średni (średnia wieku zachorowania to 53 lata). W przebiegu choroby obserwuje się nacieki z obładowanych lipidami makrofagów, wielojądrowe komórki olbrzymie i naciek zapalny z limfocytów i histiocytów w szpiku kostnym, a także uogólnione stwardnienie kości długich.

## Objawy i przebieg
W pracy przeglądowej sumującej obserwacje 59 przypadków choroby, najczęstszymi objawami były, kolejno:
- ból kości
- gorączka
- utrata masy ciała
- włóknienie zaotrzewnowe
- moczówka prosta
- wytrzeszcz
- żółtaki
- zmiany osteosklerotyczne w nasadach kości długich
- zmiany osteolityczne w kościach płaskich
- objawy neurologiczne, w tym ataksja
- duszność spowodowana pogrubieniem opłucnej i przegród w miąższu płucnym.

## Leczenie
Możliwości leczenia choroby Erdheima-Chestera obejmują:
- leczenie chirurgiczne
- wysokodawkową steroidoterapię
- cyklosporynę
- interferon-α
- chemioterapię
- radioterapię.